# Roland Liboton
Roland Liboton (* 6. März 1957 in Löwen) ist ein ehemaliger belgischer Cyclocrossfahrer.
Er konnte in seiner Karriere insgesamt 156 Siege einfahren, darunter zehn Belgische Meisterschaften im Querfeldeinrennen (heutige Bezeichnung Cyclocross) in Folge (1980–1989) und vier Weltmeistertitel (1980, 1982, 1983 und 1984). Darüber hinaus gewann er bei der Weltmeisterschaft 1981 die Silbermedaille und konnte in den Jahren 1985, 1986 und 1988 die Gesamtwertung der Superprestige-Serie für sich entscheiden.

## Erfolge
1978
- Cyclocross-Weltmeister (Amateure)

1979
- Belgischer Crossmeister (Amateure)

1980
- Belgischer Crossmeister
- Cyclocross-Weltmeister
- Veldrit Diegem
- Trofeo Mamma & Papà Guerciotti
- Jaarmarktcross Niel

1981
- Belgischer Crossmeister

1982
- Belgischer Crossmeister
- Cyclocross-Weltmeister
- Veldrit Diegem
- Jaarmarktcross Niel

1983
- Belgischer Crossmeister
- Cyclocross-Weltmeister
- Veldrit Diegem
- Jaarmarktcross Niel

1984
- Belgischer Crossmeister
- Cyclocross-Weltmeister
- Azencross
- Cyclocross Gavere
- Trofeo Mamma & Papà Guerciotti
- Veldrit Diegem

1985
- Belgischer Crossmeister
- Azencross
- Duinencross Koksijde
- Veldrit Gieten
- Trofeo Mamma & Papà Guerciotti
- Veldrit Diegem
- Jaarmarktcross Niel

1986
- Belgischer Crossmeister
- Duinencross Koksijde
- Veldrit Diegem

1987
- Belgischer Crossmeister
- Veldrit Gieten
- Veldrit Diegem
- Jaarmarktcross Niel

1988
- Belgischer Crossmeister
- Azencross
- Cyclocross Gavere
- Veldrit Diegem

1989
- Belgischer Crossmeister